# مستقبل الإنترلوكين-2
مستقبل الإنترلوكين-2 (بالإنجليزية: Interleukin-2 receptor)‏ هو مثلوث بروتين متغاير يوجد على سطح بعض الخلايا المناعية مثل الخلية اللمفية ويربتبط بسيتوكين يدعى إنترلوكين 2.

## الأهمية العلاجية
يعد مستقبل الإنترلوكين-2 هدفا لبعض الأدوية مثل داكليزوماب وباسيليكسيماب المستعمل في منع رفض الطعم المناعي.